# Exégèse
L’exégèse (en grec ancien ἐξήγησις / exếgêsis, « explication ») est, en philologie, une étude approfondie et critique d'un texte. Son but est de déterminer ce que l’auteur voulait dire à ses destinataires. Les intentions, le contenu et les caractéristiques structurelles d’un texte doivent être clarifiés et rendus accessibles au lecteur. 
Les exégèses les plus connues sont celles des auteurs de l'Antiquité, tels Homère, Platon, Origène ou Aristote. Toutefois, dans le langage courant, le mot s'emploie dans le domaine religieux car les textes sacrés, tels la Bible et le Coran, font plus débat que les autres. L'exégèse peut également s'appliquer à l’interprétation de textes juridiques.

## Exégèse scientifique
Le mot exégèse est lié, dans son origine, à l'invention de la critique textuelle au XVe siècle par Lorenzo Valla quand, par un travail sur les divers niveaux de langue latine, il découvre que la donation de Constantin est un faux. Un travail de critique textuelle similaire est entrepris après 1453 sur les textes bibliques en grec à la suite de l'arrivée des réfugiés érudits victimes de la prise de Constantinople. Les érudits comme Érasme et Jacques Lefèvre d'Étaples, puis Théodore de Bèze entreprennent de comparer les textes « de toujours » avec les textes récemment arrivés. Ces travaux mèneront au « Texte reçu ».
Parallèlement à cette signification, le mathématicien François Viète développe l'idée d'une exégèse numéreuse et d'une exégèse géométrique destinée à compléter, vérifier, amplifier et appliquer les découvertes de sa nouvelle algèbre. Ce type de travail passe immédiatement dans l'édition profane. Michel de Montaigne fait ce travail pour la publication des poésies et de l'essai de son ami La Boétie, le Discours de la servitude volontaire. Ultérieurement, les essais de Montaigne seront édités par sa « fille d'élection » Marie de Gournay qui en réalisera une édition critique.
D'une façon générale, les œuvres complexes ou composées de fragments n'existeraient pas sans le travail des exégètes.
- œuvre complexe
- œuvre fragmentaire

Depuis l'invention de l'imprimerie, l'établissement d'un texte à partir d'un manuscrit en vue de le préparer pour l'impression nécessite diverses étapes grossièrement regroupées sous deux étiquettes. La première est la critique interne, qui s'intéresse au texte lui-même, à la grammaire, au vocabulaire et à la datation de la langue utilisée, ainsi qu'au support du document (manuscrit, peau comme le vélin, etc., papyrus, composition physico-chimique et origine du papier, etc.). La deuxième est la critique externe, qui cherche à savoir si les contemporains parlent de l'œuvre, du texte, du manuscrit, etc.
En ce qui concerne les auteurs anciens, modernes et contemporains, les manuscrits ou les tapuscrits sont conservés dans les musées ou aux Archives départementales ou nationales où les chercheurs universitaires peuvent en pratiquer le dépouillement puis l'édition.

### Exégèse historico-critique
Qu'il s'agisse de grands textes profanes (l’Épopée de Gilgamesh, le Livre des morts des Anciens Égyptiens, l’Iliade ou l’Odyssée d’Homère, l’Énéide de Virgile…) ou de textes sacrés, le travail est le même depuis le milieu du XIXe siècle. Elle se pratique en 10 étapes[réf. souhaitée] :
- la critique du texte ;
- la traduction du texte (s'il y a lieu) ;
- l'analyse du texte afin de déterminer l'histoire de sa rédaction ;
- la critique littéraire ;
- la critique de forme ;
- la critique traditionnelle (le Talmud, le Midrash sont des collections de documents d'exégèse traditionnelle) ;
- les motivations de l'écrivain ;
- l'histoire des courants littéraires (y compris religieux, s'il y a lieu) ;
- l'interprétation.

De par sa méthodologie et sa dissection des grands textes, cette exégèse « n'a pas bonne presse. Dans bien des milieux, elle est tolérée, parfois acceptée, tout au plus admise, mais rarement appréciée ».

### Exégèse d'auteurs contemporains
En ce qui concerne les auteurs contemporains, l'Institut mémoires de l'édition contemporaine (IMEC), installé dans l'abbaye d'Ardenne, lieu fondé par les prémontrés près de Caen, fournit un bon exemple de ce qu'est ce travail. On y conserve les manuscrits des auteurs qui souhaitent déposer leurs fonds ou les manuscrits des auteurs défunts à la suite de legs. L'exégèse du fond Marguerite Duras a déjà donné lieu à diverses publications.
L'essentiel du travail d'exégèse des manuscrits contemporains (depuis la Première Guerre mondiale) demeure fait par les éditeurs, c'est-à-dire des entreprises privées, le plus souvent quand elles tentent de faire une édition savante ou définitive de l'œuvre complète d'un auteur.

### Bible
L’exégèse allégorique a souvent été associée au nom d’Origène, théologien alexandrin, qui considérait que les textes bibliques possèdent deux méthodes d’interprétation : « Quand le sens littéral pose problème, s’y tenir devient un obstacle à la compréhension ; le sens spirituel devient alors nécessaire pour lever la difficulté de la surface ».

### Coran
L'exégèse traditionnelle du Coran (Tafsir) est couramment faite à partir du Coran lui-même et des hadiths du prophète Mahomet. Le tafsir du Coran se réfère la plupart du temps à la lecture exotérique du Coran et est à distinguer de l'exégèse ésotérique, le ta'wil.
C'est durant la dynastie chiite des Bouyides que l'on remet pour la première fois en cause la composition des recueils de hadiths, introduisant un certain rationalisme et amorçant une exégèse des textes saints. Le triomphe des Seldjoukides et le retour des sunnites au pouvoir ramènera un enfermement dans une approche beaucoup plus littérale et initiatique du texte.
La plupart des écoles coraniques proposent un travail fondé sur une ou plusieurs exégèses du Coran, faites par des grammairiens reconnus ou des juristes islamiques. La plupart des différentes sensibilités musulmanes (cf. islam) ont des exégèses pouvant varier sensiblement (par exemple à propos de la filiation explicite au prophète).
En ce qui concerne l'exégèse scientifique du Coran, elle n'est pratiquée et publiée qu'en pays européens (Allemagne, France)[réf. nécessaire].

## Exégèse canonique ou religieuse ou traditionnelle
Elle s'applique essentiellement aux textes idéologiques, dont les textes religieux ; elle a pour caractéristique de s'appuyer sur un corpus défini par une autorité, celui-ci étant considéré comme un tout dont les parties sont susceptibles de s'expliquer les unes par les autres.
Un groupe ou une personne donne son interprétation et par là, l'exégèse canonique se rapproche de l'eiségèse, qui signifie lire pour sa propre interprétation un texte donné.
En général, l'exégèse suppose une tentative de regarder le texte de façon objective, alors que l'eiségèse consiste en une lecture plus subjective.

## Exégèse en droit
Les commentateurs français du Code civil au cours du XIXe siècle ont usé de la méthode exégétique par référence à l'exégèse biblique, sous le nom d'école de l'Exégèse.
Selon ces commentateurs, le Code civil se suffisait à lui-même quant à son interprétation,,,.